# Shanghai Yiqian Trading Company
Die Shanghai Yiqian Trading Company (SYT; chinesisch 上海益謙貿易公司) ist ein chinesisches Unternehmen mit angeblichem Sitz im Stadtbezirk Zhabei von Shanghai, China. Laut Handelsregister soll das Unternehmen seinen Firmensitz in einem 21-stöckigen Bürohochhaus in der Pingxingguan Road haben. Anfang Juni 2016 tauchte die bislang unbekannte Firma erstmals namentlich als Interessent für den Kauf des Flughafens Frankfurt-Hahn auf.
Als Hauptanteilseigner der SYT tritt die Shanghai Guo Qing Investment Company auf, deren rechtlicher Vertreter Zhu Qing als Hauptanteilseigner der Shanghai Yiqian Trading Company auftritt.
Die SYT ist bislang als Zwischenhändler für die Bauindustrie und den Einzelhandel in Erscheinung getreten.
Die Firmenstruktur liegt im Dunkeln. Nach Recherchen des Tagesschau-Korrespondenten Sebastian Hesse (MDR), die im Juni 2016 im Stadtviertel Zhabei durchgeführt wurden, hat die SYT außer einem Eintrag im Handelsregister keine weitere wahrnehmbare Außendarstellung. Weder in offiziellen Adressverzeichnissen noch sichtbar an der Postadresse in Zhabei, etwa durch Firmenschilder, findet sich ein Hinweis auf die Firma. Der Handelsregisterauszug weist ausschließlich den Unternehmensnamen und die Postadresse aus. Die Präsenz besteht nur aus einem einzigen schlichten Büro mit ca. sechs Angestellten.
Über die Shanghai Guo Qing Investment Company, deren rechtlicher Vertreter der Hauptanteilseigner der SYT, Zhu Qing, ist, erfährt man ebenfalls nichts. SYT gab an, Geschäftsfelder der Shanghai Guo Qing Investment Company wären Immobilieninvestments, Kapitalmanagement, Logistik und der Verkauf von Baumaschinen.
Die Adresse dieser Firma gibt ebenfalls Rätsel auf. So findet sich unter der Adresse der Shanghai Guo Qing Investment Company lediglich ein Reifenhandel. Der Eigentümer des Geschäfts gab an, dass sich bei ihm des Öfteren geprellte Anleger der Investmentfirma meldeten und die Guo Qing Investment Company  suchten.
Auch deutschen Fachleuten, die die Wirtschaftswelt in Shanghai gut kennen und die unter anderem chinesische Unternehmen für deutsche Investoren evaluieren, ist eine Investmentgesellschaft namens Shanghai Yiqian Trading Company  unbekannt.

## Kauf des Flughafens Hahn
Der Flughafen Frankfurt-Hahn ist ein seit 1993 aus US-Militärverwendung konvertierter ziviler Flughafen in Rheinland-Pfalz. Jedoch arbeitete der „Jobmotor der Region“ (Eigenwerbung) von Beginn im Jahre 1998 an, trotz zunächst anderer Annahmen, defizitär.
Angesichts von 132,8 Millionen Euro Schuldenlast (2014) leitete das Land Rheinland-Pfalz 2015 den Verkauf ein und suchte nach einem neuen Betreiber.
Nach einer Ausschreibung des Landes Rheinland-Pfalz erhielt die bis zu diesem Zeitpunkt völlig unbekannte Firma Shanghai Yiqian Trading Company Anfang Juni 2016 den Zuschlag für den Kauf des Flughafens Hahn. Teilhaber Kyle Wang sagte der FAZ, er sehe in dem Flughafen ein großes Potential für Fluggäste aus Asien und Firmenjets.
Ein Bernsteinhändler aus Idar-Oberstein war als deutscher Vertreter des chinesischen Käufers offizieller Unterzeichner des Kaufvertrages über den Flughafen Hahn. Als Kaufpreis wurde ein niedriger zweistelliger Millionenbetrag genannt.  Bei einer Pressekonferenz wurde auch die Shanghai Guo Qing Investment Company genannt. Dabei handle es sich um einen großen Baukonzern und den Investor hinter der SYT. Die genannten Unternehmen seien von der Unternehmensberatung KPMG geprüft. Laut dem vorgelegten Businessplan wollte der Käufer eine zweite Start- und Landebahn, ein Altenheim und ein Luxushotel auf dem Gelände bauen und die Hunsrückbahn wieder in Betrieb nehmen. Die Gültigkeit des Verkaufs sei von mehreren Bedingungen, unter anderem von der Zustimmung des rheinland-pfälzischen Landtages, abhängig.
Einige Stunden nach Bekanntwerden der SWR-Recherchen, welche Zweifel an der Seriosität des Flughafenkäufers aufkommen ließen, verkündete der rheinland-pfälzische Innenminister Roger Lewentz auf einer Pressekonferenz, der Verkauf sei gestoppt, da die SYT mit einer Teilzahlung in Verzug sei. In der Folge reiste der Staatssekretär im Innenministerium, Randolf Stich, nach China um sich vor Ort über den Käufer zu informieren. Seine Erkenntnisse führten dazu, dass die Landesregierung ankündigte, den Verkauf ans SYT endgültig zu stoppen. Dabei tauchte auch der Verdacht auf, dass gefälschte Unterlagen bei der Ausschreibung vorgelegt wurden.
Die rheinland-pfälzische CDU-Fraktion stellte gegen Ministerpräsidentin Malu Dreyer (SPD) einen Misstrauensantrag, welcher aber am 14. Juli 2016 erwartungsgemäß mit allen Stimmen der Regierungsmehrheit abgewehrt wurde. Dreyer sprach im Zusammenhang mit dem Verkauf von einem „schlimmen Fehler“, verwahrte sich aber gegen den Vorwurf der Wählertäuschung. Im Anschluss beschloss der Landtag ein Gutachten zum gescheiterten Hahn-Verkauf. Untersucht werden soll, ob beim geplanten Verkauf an die SYT die vom Rechnungshof genannten Kriterien beachtet wurden, die für die Auswahl von Geschäftspartnern und den Umgang mit ihnen gelten. Das Land hat nach dem gescheiterten Verkauf des Flughafens Hahn im Hunsrück bei der Generalstaatsanwaltschaft in Koblenz Strafanzeige erstattet. Im August 2018 wurden die Ermittlungen jedoch eingestellt. Eine angenommene Urkundenfälschung (Kopien angeblicher Bankbestätigungen) war aufgrund fehlender Originaldokumente nicht nachzuweisen. Da außer Notar- und Gutachterkosten dem Land keine Vermögensschäden entstanden sind, verzichtete es auf eine Beschwerde zur Einstellung.

## Bekannte Personen
- Kyle Wang (Teilhaber)
- Yu Tao Chou (Chefsprecher)
- Zhu Qing (Sprecher des Hauptanteilseigners)